# Gérald Darmanin
Gérald Darmanin (Valenciennes, 11 d'octubre de 1982) és un polític francès. És el ministre de l'Interior des del 2020, primer en el govern de Jean Castex (2020-2022) i després en el d'Élisabeth Borne (2022-).

## Carrera
Darmanin va néixer en una família obrera d'arrel algeriana i maltesa. El seu pare gestionava un bistrot i la seva mare treballava de netejadora.
El 2014, Darmanin es va presentar a les eleccions per a alcalde de Tourcoing i va guanyar, establint-se a l'escena política nacional.
L'expresident Nicolas Sarkozy va portar a Darmanin com a director de la seva campanya de primàries el 2016.
El maig de 2017, Darmanin va ser nomenat pel president de l com a ministre d'acció i comptes públics al Segon govern Philippe amb Emmanuel Macron. En aquest exercici, dona suport a Bruno Le Maire, ministre d'Afers Econòmics. En el seu nomenament, era un dels membres més joves del govern de Philippe.
Poc després de prendre possessió del càrrec, Darmanin va anunciar els seus plans per aconseguir estalvis de 4.513 milions d'euros (5,13 mil milions de dòlars) en el pressupost operatiu del govern francès el 2017. Aquell any, va aconseguir situar el dèficit pressupostari del país per sota del límit del 3 per cent del PIB per part de la UE, la primera vegada en una dècada a França.